# Ciklodextrin

A három fő ciklodextrin-típus kémiai szerkezete.

A ciklodextrinek hat, hét vagy nyolc alfa-D-glükopiranóz-egységből álló, ciklikus, nem redukáló oligoszacharidok. A glükopiranóz egységek számától függően alfa-, béta-, illetve gamma-ciklodextrin néven ismertek. Léteznek ezektől eltérő gyűrűtagszámú – kisebb jelentőségű – ciklodextrinek is, illetve kémiailag módosított ciklodextrin-származékok is.

## Szerkezete
A ciklodextrinek henger alakú, belső üreggel rendelkező molekulák, melyekben a szőlőcukor-egységek 1'–4' glikozidos kötéssel kapcsolódnak egymáshoz. Az alkotó glükózegységek síkja a henger tengelyével párhuzamosan helyezkedik el. A henger peremén találhatók a glükózegységek hidroxilcsoportjai, a henger belső felületét pedig hidrogénatomok és glikozidos kötésű oxigénatomok alkotják.

## Fizikai és kémiai tulajdonságai
A ciklodextrin szerkezeti elrendeződése következményeként a hengert formáló belseje apoláros (víztaszító – hidrofób), a pereme és külső felülete pedig poláros (vízkedvelő – hidrofil) tulajdonságú. A poláris felületi sajátságok miatt a ciklodextrinek oldódnak vízben. Asszociációs típusú, úgynevezett zárványkomplexeket tudnak képezni a különböző kémiai szerkezetű (elsősorban egy vagy több apoláros csoportot tartalmazó) ionokkal, gyökökkel vagy molekulákkal, de klasszikus értelemben vett kémiai kötés közöttük nem jön létre. Megfelelő körülmények között a zárványkomplex könnyen disszociálhat, és ekkor a vendégmolekula visszanyeri eredeti fizikai-kémiai sajátságait.

## Felhasználása
A ciklodextrint használja az élelmiszer-, a gyógyszer- és a vegyipar, csakúgy, mint a mezőgazdasági és a környezetmérnök szakma.
A β-ciklodextrineket a HPLC elválasztás során alkalmazott álló fázis közegének előállítására használják.

## Fordítás
Ez a szócikk részben vagy egészben  a   Cyclodextrin című angol Wikipédia-szócikk ezen változatának fordításán alapul.  Az eredeti cikk szerkesztőit annak laptörténete sorolja fel. Ez a jelzés csupán a megfogalmazás eredetét és a szerzői jogokat jelzi, nem szolgál a cikkben szereplő információk forrásmegjelöléseként.